# Be Ordinary
Be Ordinary es el primer EP del cantautor surcoreano Hwang Chi-yeul, siendo su primer álbum de estudio en 10 años, lanzado el 13 de junio de 2017, desde su álbum debut Five Senses en 2007.

## Antecedentes y lanzamiento
En marzo de 2017, el cantante Hwang Chi-yeul dijo durante una entrevista:

«Una canción que escribí por mi mismo está en mi álbum por primera vez. Es la pista 7, "Alone" y es una canción especial para mí. Vivía en una azotea cuando escribí esa canción, así que estaba sentado en la sombra en mi azotea cuando escribí la letra. Sentí que la emoción del amor era tan limitante, así que vi películas como "If Only" y "The Notebook" para despertar más emociones y escribí la letra. Es por eso que esta canción es tan especial para mí. Es mi primer álbum, así que fui demasiado tímido como para hacerla la pista 1, así que la puse como pista 7»,

En junio de 2017, después del lanzamiento del EP, Hwang dijo durante una entrevista con KBS World Radio:

«Es una canción que evoca recuerdos así que sí, tengo recuerdos similares. Podría tratarse de amor, de mis padres, de un incidente de la infancia. La música tiene el poder de traerte recuerdos de cuando eras joven. Así que yo también recuerdo cosas de mi pasado... cuando escribo canciones, por supuesto, mis experiencias están incluidas. También utilizo historias o películas de otras personas.»,

Él explicó que «A Daily Song» se trata de:

«La fecha de lanzamiento exacta aún no se ha decidido, pero ¿quizás en junio? Creo que podría presentarse antes del verano. Habrá una canción que escribí en el nuevo álbum, aunque algunas de las pistas serán escritas por otros.»

Be Ordinary describe casi todos los aspectos de su vida cotidiana como músico durante los últimos 10 años en los que permaneció desconocido. Su último lanzamiento como álbum de larga duración de estudio fue en 2007 con su álbum Five Senses. Be Ordinary es su primer EP.

## Promoción
Antes del lanzamiento del EP, el 9 de junio de 2017 se lanzó un vídeo teaser. El EP y su vídeo musical oficial se lanzaron el 13 de junio de 2017. El EP consta de siete pistas de muchos géneros diferentes. Escribió la letra de la última canción, «Alone».
El 24 de mayo de 2017, Hwang interpretó la canción «A Daily Song» en vivo por primera vez en el episodio 16 de la temporada 4 de I Can See Your Voice, que se transmitió el 15 de junio de 2017 en Mnet.
El 23 de junio de 2017, «A Daily Song» obtuvo el primer lugar en la cuarta semana de junio de 2017 en KBS Music Bank. Los nominados para el primer lugar del Music Bank K-Chart fueron «A Daily Song» de Hwang Chi-yeul y «Untitled, 2014» de G-Dragon.
Del 24 al 25 de junio de 2017, Hwang celebró su primer concierto, Yolo Con en el Parque Olímpico de Seúl e interpretó en vivo sus nuevas canciones del EP.
Hwang realizaría su presentación en solitario el 30 de julio de 2017 en Taipei, y en concierto los días 10 y 11 de agosto de 2017 en Toronto.
Hwang ocasionalmente interpreta canciones del EP en formato acústico en su canal de transmisión en vivo de V LIVE.

## Lista de canciones
| N.º | Título                           | Duración |  |
| 1.  | «Prologue» (프롤로그)            | 1:10     |  |
| 2.  | «With you» (같이 가자)           | 4:04     |  |
| 3.  | «A Daily Song» (매일 듣는 노래)  | 4:19     |  |
| 4.  | «Angle» (각)                     | 3:51     |  |
| 5.  | «One Spring Day» (봄이라서)      | 3:39     |  |
| 6.  | «Goodbye...» (널 위해 배운 이별) | 4:04     |  |
| 7.  | «Alone» (사랑 그 한마디)         | 4:27     |  |

## Personal
Source:
- Hwang Chi-yeul – vocales
- Kang Hwa-sung (David Kang) – piano
- Shin Jeong-eun – teclado, batería
- Jeong Su-wan – guitarra
- Choi Hun – bajo
- Han Gil – piano
- Park Shin-won – guitarra
- Kang Tae-woo – coros
- Yoon Young-bok – teclado
- Tommy Kim – guitarra
- Bull$Eye – batería
- Son Jun-hyuk – coros
- ENIAC – piano, teclado, batería
- Kim Da-ham – piano, teclado
- Lee Gheun-hyung – guitarra
- Jang Tae-woong – bajo
- Super COO – batería
- Jeon Sang-hwan – piano, bajo, batería
- Chung Soo-wan – guitarra

## Posicionamiento en listas

### Álbum

#### Semanales
| Lista (2017)               | Mejor posición |
| -------------------------- | -------------- |
| South Korean Albums (Gaon) | 1              |

#### Mensuales
| Lista (2017)               | Mejor posición |
| -------------------------- | -------------- |
| South Korean Albums (Gaon) | 1              |

#### Semestrales
| Lista (2017)               | Mejor posición |
| -------------------------- | -------------- |
| South Korean Albums (Gaon) | 10             |

| Lista (2017)               | Mejor posición |
| -------------------------- | -------------- |
| South Korean Albums (Gaon) | 17             |

### Sencillos
| Listas (2017)      | Sencillo       | Mejor posición |
| ------------------ | -------------- | -------------- |
| Digital Chart      | «A Daily Song» | 6              |
| Download Chart     | «A Daily Song» | 5              |
| Streaming Chart    | «A Daily Song» | 5              |
| BGM Chart          | «A Daily Song» | 2              |
| BGM Chart          | «Alone»        | 2              |
| Mobile Chart       | «A Daily Song» | 2              |
| Singing room Chart | «A Daily Song» | 1              |
| Social Chart       | «A Daily Song» | 61             |